# Bubong
Bubong (Bayan ng Bubong) är en kommun i Filippinerna. Kommunen ligger på ön Mindanao, och tillhör provinsen Lanao del Sur. Folkmängden uppgår till 19 003 invånare.

## Barangayer
Bubong är indelat i 36 barangayer.
| - Bagoaingud - Bansayan - Basingan - Batangan - Bualan - Poblacion (Bubong) - Bubonga Didagun - Carigongan - Bacolod - Dilabayan - Dimapatoy - Dimayon Proper | - Diolangan - Guiguikun - Dibarosan - Madanding - Malungun - Masorot - Matampay Dimarao - Miabalawag - Montiaan - Pagayawan - Palao - Panalawan | - Pantar - Pindoguan - Polayagan - Ramain Bubong - Rogero - Salipongan - Sunggod - Taboro - Dalaon - Dimayon - Pindolonan - Punud |